# 东京高圆寺阿波舞
东京高圆寺阿波舞 （日语：／）是每年8月下旬（最后一个周末）在東京都杉並區高圓寺举行的阿波舞。东京高圆寺阿波舞是规模仅次于德岛市阿波舞的阿波舞大会。

## 概要
每年8月下旬（最后一个周末,2011年举办的时间为8月27，28日）举行，地点在JR高圆寺站前至东京地铁新高圆寺站的大街上。由于东京高圆寺阿波舞举行的年份久远，现在的知名度越来越高，有很多从德岛及其它地方来参加的队伍。每年参观的人数多达120万人。现在已经成为东京夏天一场重要的活动，也吸引了很多来东京旅游观光的外国人。
2017年4月28-30日曾來台進行海外公演。

## 历史
东京高圆寺阿波舞最早是从高圆寺商店街开始的。
當時因日本戰敗，商店街要振興經濟而舉辦。於1957年開演。

## 连
参加阿波舞的小组叫作“连”，2010高圆寺阿波舞的参加连数约为150，跳舞的人数为10,000，其中有企业职工组成的“企业连”，也有学校学生组成的“学生连”。

## 会场
JR高圆寺站至东京地铁新高圆寺站之间的道路及周边的道路。

## 乘车前往
- JR中央線快速高圓寺站
- JR總武本線高圓寺站
- 東京地鐵丸之内线線新高圓寺站

## 2011年东京高圆寺阿波舞照片

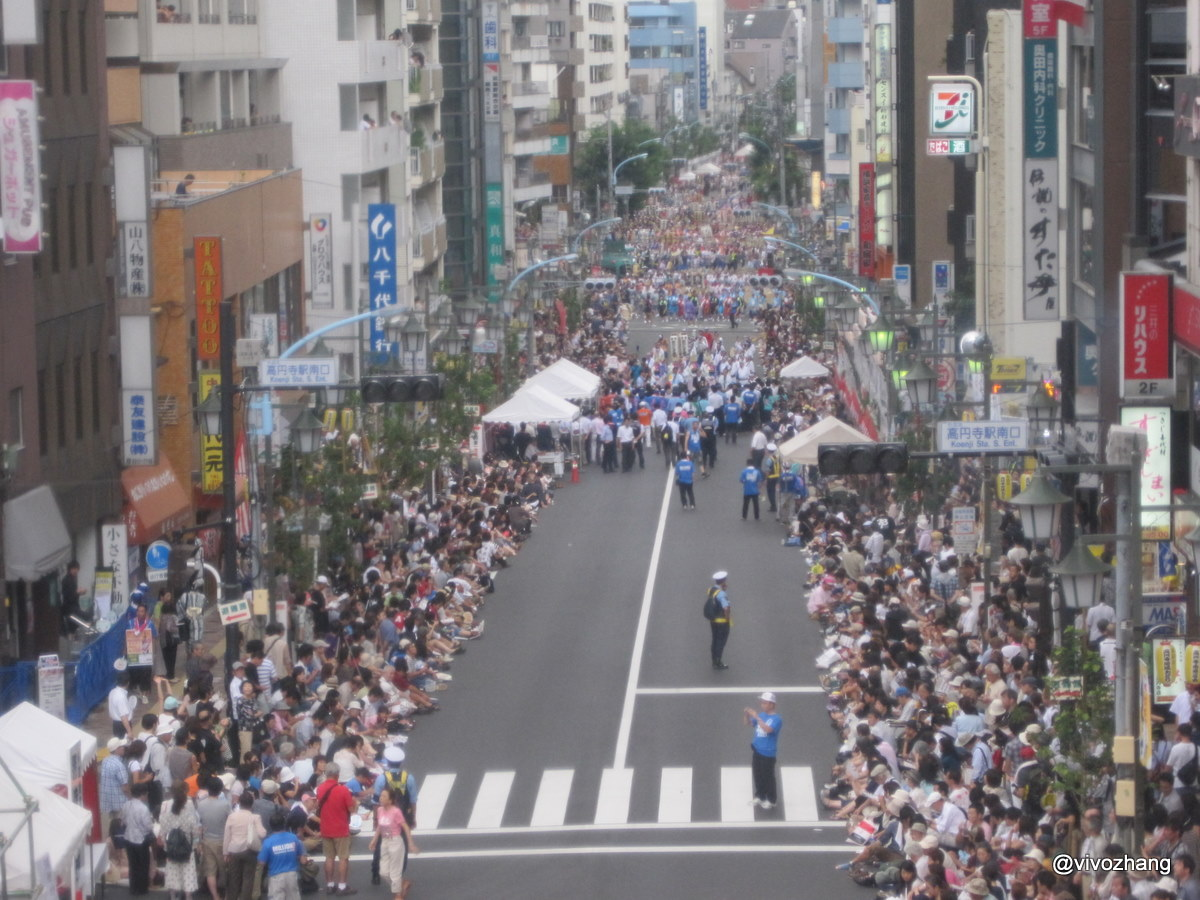
图1.2011东京高圆寺阿波舞全景
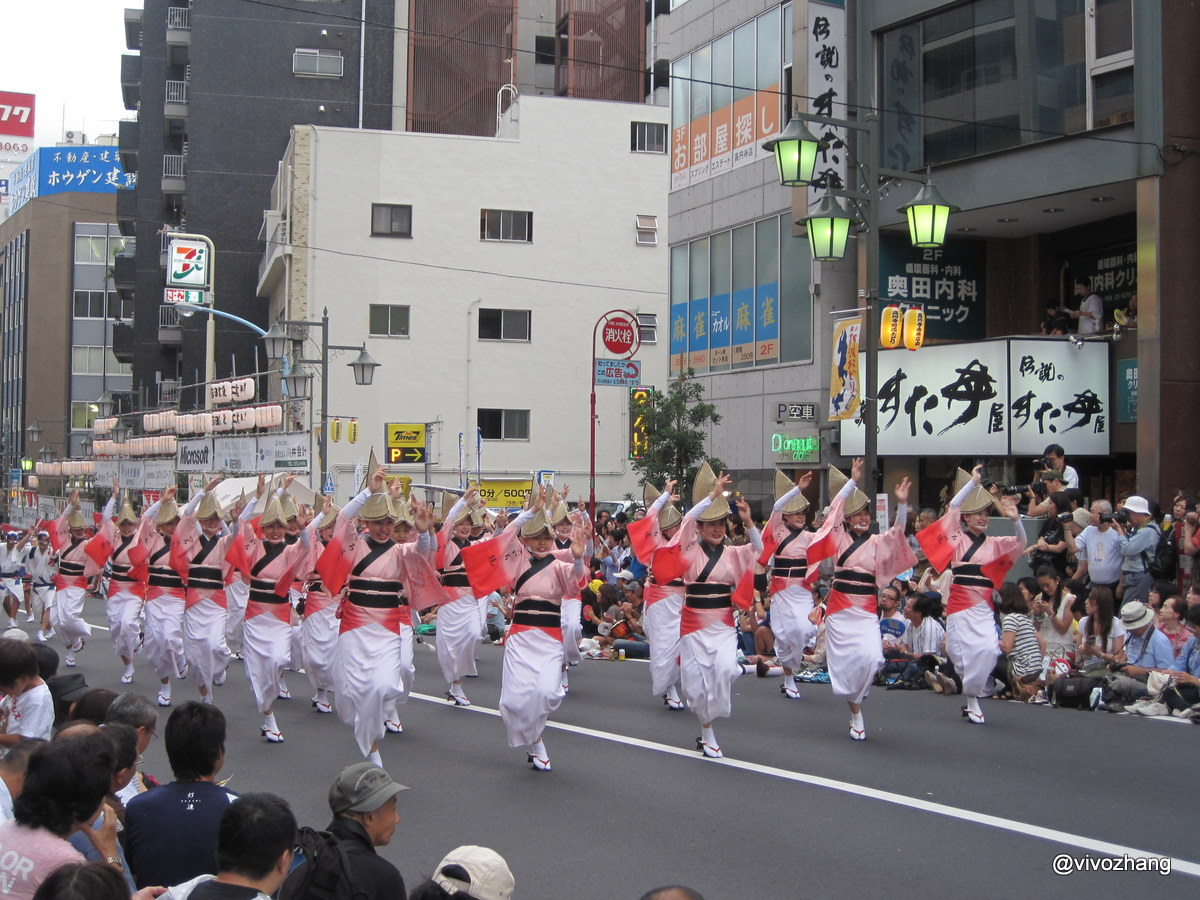
图2.连
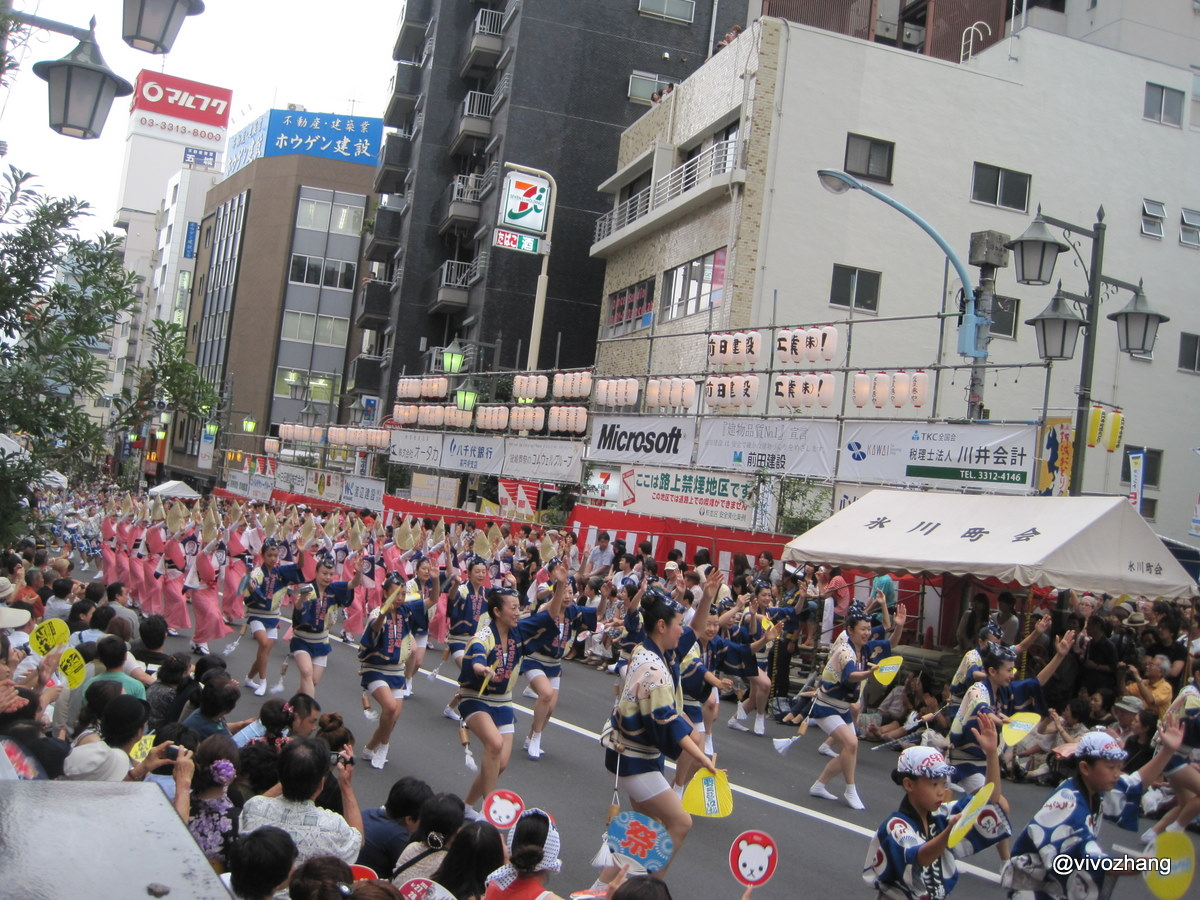
图3.连